# Angkana Rüland
Angkana Katharina Rüland (* 17. September 1987 in Chiang Mai, Thailand) ist eine deutsche Mathematikerin und Hochschullehrerin. Sie hat einen Hausdorff Chair am Hausdorff Center for Mathematics an der Rheinischen Friedrich-Wilhelms-Universität Bonn inne. Ihre Arbeitsgebiete umfassen partielle Differentialgleichungen, Variationsrechnung und inverse Probleme.

## Leben
Rüland studierte bereits als Schülerin im Rahmen eines Schülerstudiums Mathematik an der Universität Bonn. 2007 schloss sie die allgemeine Hochschulreife als beste Abiturientin des Jahres in Nordrhein-Westfalen ab. Mit einem Stipendium der Studienstiftung des deutschen Volkes führte sie ihr Studium der Mathematik an der Universität Bonn fort. Sie wurde 2014 mit einer Dissertation unter dem Titel On Some Rigidity Properties in PDEs bei Herbert Koch promoviert, wofür sie mit dem Hausdorff-Gedächtnispreis der Mathematisch-Naturwissenschaftlichen Fakultät der Universität Bonn ausgezeichnet wurde.
Als Post-Doktorandin war sie an der Universität Oxford bei John M. Ball. Von 2017 bis 2020 war sie Forschungsgruppenleiterin am Max-Planck-Institut für Mathematik in den Naturwissenschaften. Sie folgte einem Ruf an die Universität Heidelberg, bevor sie 2023 zur Universität Bonn zurückkehrte.

## Auszeichnungen
Rüland wurde 2023 mit dem Calderón Prize ausgezeichnet, der zweijährlich von der Inverse Problems International Association an Wissenschaftler unter 40 Jahren für herausragende Beiträge auf dem Gebiet der inversen Probleme vergeben wird. Sie gehört zu den Trägern des New Horizons in Mathematics Prize 2024 für ihre Beiträge zur angewandten Analysis, insbesondere zur Analyse von Mikrostrukturen in Phasenübergängen und zur Theorie inverser Probleme. Für diese Arbeiten wurde Rüland ebenfalls ein Gottfried Wilhelm Leibniz-Preis des Jahres 2025 zugesprochen.